# Léon Georget
Pour les articles homonymes, voir Georget.
Léon Georget, né le 2 octobre 1879 à Preuilly-sur-Claise (Indre-et-Loire) et mort le 5 novembre 1949, est un coureur cycliste français surnommé Le Père Bol d'Or, Gros Rouge, ou Le Brutal. Il est le frère aîné d'Émile Georget et le père de Pierre Georget, tous deux également cyclistes.

## Biographie
Après s'être révélé lors de l'épreuve préliminaire Bordeaux-Paris courue en juin 1902 dans laquelle il termine 4e, Léon Georget apparaît sur le Bordeaux-Paris disputé le 28 juillet de la même année. Il y sert d'entraîneur (ou "lièvre") à Lucien Lesna. Durant cette course, une terrible chute le maintient à l'écart du vélo durant plus de deux mois, et retarde sa préparation pour sa tentative de battre plusieurs records d'endurance. Finalement, le 8 octobre 1902, sur les routes du bord de Loire, Léon Georget bat le record du 50 kilomètres sur route (derrière une voiture automobile) en 51'49"4, améliorant le précédent record détenu par Baugé (53'36") de près de deux minutes. Ses temps établis à l'occasion de la même tentative sur les distances de 100 et 200 kilomètres ainsi que sur 100 miles, inférieurs aux records existants, ne seront pas homologués en raison d'une légère infraction au règlement,.
Léon Georget remporte à neuf occasions le Bol d'or, épreuve cycliste sur piste d'endurance, très éprouvante, qui était une idée du directeur du journal Paris-Pédale, le sculpteur Paul Decam, et le trophée -un bol en bronze doré- était offert par les chocolats Menier. Il fallait parcourir le maximum de kilomètres en 24 heures, dans le sillage d'un entraîneur sur motocyclette. De 1894 à 1928, la course eut lieu soit au vélodrome Buffalo, soit au vélodrome d'Hiver. Georget dépassait régulièrement les 900 km par course !

## Palmarès

### Palmarès sur route
- 1903
  - 2e de Bordeaux-Paris
  - 9e de Paris-Roubaix

- 1904
  - 5e de Paris-Roubaix

- 1906
  - 8e du Tour de France

- 1907
  - 7e de Paris-Roubaix

- 1910
  - 3e de Bordeaux-Paris

### Résultats sur le Tour de France
4 participations
- 1903 : abandon (5e étape)
- 1906 : 8e
- 1907 : abandon (10e étape)
- 1908 : abandon (4e étape)

### Palmarès sur piste

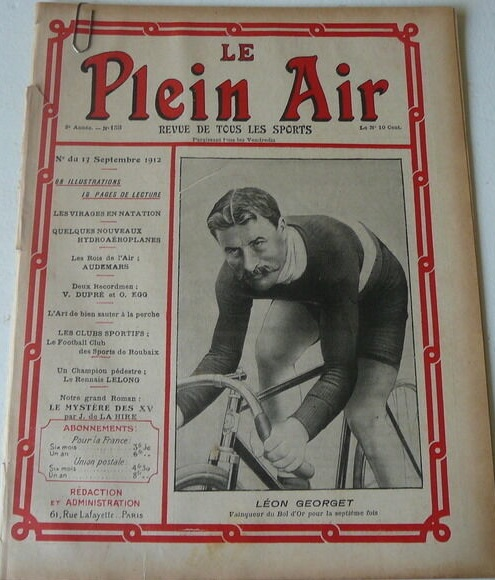
Couverture de la revue Le Plein Air du 13 septembre 1912 célébrant sa septième victoire du Bol d'or.

- Bol d'or : remporté à neuf reprises, en 1903, de 1907 à 1913 successivement et en 1919.  2e en 1904 ; 3e en 1906 et 1924. (Record personnel : 973,666  km en 24 h)
- 24 heures de Bruxelles : 1906 (avec son frère Émile)
- Six Jours de Toulouse : 1906 (avec son frère Émile)
- Six Heures de Paris : 1912
- Six Jours de Buffalo : 3e en 1903
- Six Jours de New York : 3e en 1907 (il y participe également avec Émile en 1906, 1909 et 1911)
- Buffalo Cup : 2e en 1909[5]